# Life on a Plate
Life on A Plate é o segundo álbum da banda de punk rock sueca Millencolin, gravado em agosto de 1995 na cidade de Örebro e lançado em 11 de outubro de 1995 na Suécia e em 26 de março de 1996 nos Estados Unidos da América, através das gravadoras Burning Heart Records e Epitaph Records, com duração de 32:06 minutos. Em 2002 o álbum alcançou o disco de ouro após chegar a 50.000 cópias vendidas na Suécia.

## Faixas
1. "Bullion" – 1:59
2. "Olympic" – 2:56
3. "Move Your Car" – 2:06
4. "Killercrush" – 2:27
5. "Friends 'Til the End" – 2:31
6. "Story of My Life" – 2:32
7. "Jellygoose" – 2:34
8. "Replay" – 2:16
9. "Vulcan Ears" – 2:05
10. "Dr. Jackal & Mr. Hide" – 2:24
11. "Softworld" – 2:56
12. "Buzzer" – 2:21
13. "Ace Frehley" – 0:05
14. "Airhead" – 2:54